# زیردریایی یو-۶۶۰
زیردریایی یو-۶۶۰ (به انگلیسی: German submarine U-660) یک زیردریایی است که طول آن ۶۷٫۱ متر (۲۲۰ فوت ۲ اینچ) می‌باشد. این زیردریایی در سال ۱۹۴۱ ساخته شد.